# Patrick Femerling
Patrick Oliver Femerling (Amburgo, 4 marzo 1975) è un ex cestista e allenatore di pallacanestro tedesco che giocava come centro.

## Carriera

### Giocatore

#### Club
Cestisticamente si è formato nella NCAA, alla Washington University. Torna in Germania nel 1998, e per due anni milita nell'ALBA Berlino, società con cui vince due titoli tedeschi. Nel 2000 passa all'Olympiakos Pireo. Nel 2002 approda al Barcellona: con la squadra allenata da Svetislav Pešić vince due titoli della Liga ACB, un'Eurolega e una Coppa del Re. Tra il 2004 e il 2006 milita invece nel Panathinaikos Atene, mentre dal 2006 al 2007 è in Spagna, al Caja San Fernando, prima del ritorno in patria, sempre all'ALBA.

#### Nazionale
Con la Germania ha vinto la medaglia di bronzo ai Mondiali 2002 e quella d'argento all'Eurobasket 2005 (sconfitta in finale dalla Grecia).

### Allenatore
Dal luglio 2013 è allenatore delle giovanili Under-16 dell'Alba Berlino

## Palmarès

### Giocatore
- Campionato tedesco: 3

Alba Berlino: 1998-99, 1999-2000, 2007-08
- Campionato spagnolo: 2

Barcellona: 2002-03, 2003-04
- Campionato greco: 2

Panathinaikos: 2004-05, 2005-06
- Coppa di Germania: 2

Alba Berlino: 1999, 2009
- Coppa di Grecia: 3

Olympiacos: 2001-02
Panathinaikos: 2004-05, 2005-06
- Copa del Rey: 1

Barcellona: 2003
- Supercoppa tedesca: 1

Alba Berlino: 2008
- Eurolega: 1

Barcellona: 2002-03